# Фіаха Срайбтіне
Фіаха Срайбтіне — (ірл. — Fíacha Sroiptine) — верховний король Ірландії. Час правління: 273–306 роки н. е. (згідно з хроніками Джеффрі Кітінга) або 285–322 роки н. е. (згідно з «Книгою Чотирьох Майстрів»).

## Походження
Син верховного короля Ірландії Кайрбре Ліфехайря (ірл. — Cairbre Lifechair).

## Прихід до влади
Після загибелі в битві з феніями верховного короля Ірландії Кайрбре Ліфехайря владу захопили двоє братів — Фотад Кайрптех і Фотад Айртех — сини Лугайда мак Кона. Через рік Фотад Айртех вбив свого брата. Фіаха Срайбтіне зібрав військо й останніх феніїв і рушив на Фотада Айртеха війною. Битва відбулась під Оллабра (ірл. — Ollarba). Один з останніх феніїв вбив під час битви короля Фотада Айртеха. До влади прийшов Фіаха Срайбтіне.

## Правління
Правив верховний король Фіаха Срайбтіне 33 чи то навіть 37 років, які не минули без війн. Переважно військом в цих війнах командував не сам верховний король, а його син Муйредах Тірех (ірл. — Muiredach Tirech), який не дозволяв батькові ризикувати своїм життям. Одна з цих війн завершилась переможним походом в південноірландське королівство Мюнстер. Потім три брати — Колла Вайс, Колла Фо Хрі, Колла Менн (ірл. — Colla Uais, Colla Fo Chri, Colla Menn) — сини брата короля Фіаха Срайбтіне — Еохайда Доймлена (ірл. — Eochaid Doimlén) почали війну проти верховного короля. Ці брати дали бій війську Муйредаха ще в Мюнстері і рушили новим походом на верховного короля. Друїд короля Фіаха Дубхомар (ірл. — Dubchomar) прорік, що якщо король Фіаха переможе, то жоден з його нащадків не буде верховним королем Ірландії, а якщо Колла переможуть, то жодні з їх нащадків не стануть королями Ірландії. У цій битві перемогли Колла, верховний король Фіаха Срайбтіне був вбитий. Битва ввійшла в історію як битва Дубхомара. Після битви владу захопив Колла Вайс.